# Große Buschmaus
Die Große Buschmaus (Grammomys gigas) ist eine kaum erforschte Mäuseart aus der Gattung der Akazienmäuse (Grammomys). Sie ist nur von einem einzigen Exemplar bekannt, das Ende 1910 am Mount-Kenya-Massiv gesammelt wurde.

## Merkmale
Das Typusexemplar, ein altes Männchen mit abgenutzten Mahlzähnen, hat eine Gesamtlänge von 132 mm und eine Schwanzlänge von 201 mm. Die Ohrenlänge beträgt 19 mm und die Hinterfußlänge 26,5 mm. Die Schädellänge wird mit 35,5 mm angegeben und die Schädelbreite mit 16,9 mm. Die gesamte Länge der oberen Zahnreihe vom ersten Schneidezahn bis zum dritten Mahlzahn beträgt 5,5 mm. Das Rückenfell ist olivgrau mit einer dunkelgelb-sandfarbenen Verwaschung. Die rötliche Tönung des Fells wird zum Steiß hin zunehmend leuchtend orange-rot. Der Kopf, die Gesichtsseiten, der Nacken und die Schultern sind dunkel gelbbraun verwaschen. Die Flanken sind satt orangebraun getönt und scharf von der weißen Unterseite abgegrenzt. Das Bauchfell ist weiß mit einer rosa-sandfarbenen Tönung und erscheint in seiner allgemeinen Färbung als fast weiß. Die Vorderseiten der Vorder- und Hinterfüße sind sandfarben. Der lange Schwanz ist mit kurzen Haaren bedeckt. Am Schwanzende formen die langen Haare einen leichten Büschel. Der Schädel ist sehr groß und massiv. Die Hirnschale ist größer als bei den verwandten Arten. Das Jochbein ist kräftig und schwer. Das vordere Gaumenloch (Foramen palatinum) ist sehr lang. Die Bulla tympanica ist groß und etwas überdimensioniert. Die Mahlzähne sind besonders groß. Die Zahnreihe ist länger und breiter als bei der Afrikanischen Buschmaus (Grammomys ibeanus).

## Verbreitung, Lebensraum und Lebensweise
Der Holotypus der Großen Buschmaus wurde am 28. Dezember 1910 in 2740 m Höhe bei Solai am Mount Kenya gesammelt. In seiner Erstbeschreibung von 1911 berichtete Guy Dollman von einem weiteren Exemplar aus der westlich vom Mount Kenya gelegenen Region Kasituka, über das jedoch keine weiteren Informationen vorliegen. Über Lebensraum und Lebensweise ist nur wenig bekannt. Die Art ist baumbewohnend (arboreal) und bewohnt feuchte, tropische Bergwälder sowie Buschland in großen Höhenlagen. Vermutlich ähneln die Lebensraumanforderungen denen der sympatrisch vorkommenden Afrikanischen Buschmaus.

## Systematik
Die Große Buschmaus wurde 1911 von Guy Dollman als Thamnomys gigas beschrieben. In der Folgezeit wurde sie von zahlreichen Autoren (darunter Allen 1939, Ellerman 1941, Hutterer & Dieterlen 1984, Musser & Carleton 1993, 2005) als valide Art innerhalb der Gattung Grammomys anerkannt. Ohne Kenntnis und Untersuchung des Holotypus wurde sie 1919 von Ned Hollister mit der Mosambik-Buschmaus (Grammomys cometes) synonymisiert. Die deutlich größeren Körper- und Schädelmaße lassen jedoch vermuten, dass es sich bei Grammomys gigas um eine eigenständige Art handelt. Die Körpergrößenangaben der Afrikanischen Buschmaus (Grammomys ibeanus) befinden sich zwar in einer ähnlichen Bandbreite wie die von G. gigas, was Guy Musser und Michael D. Carleton vermuten ließ, dass es sich bei G. gigas um ein sehr großes Exemplar von G. ibeanus handeln könnte, der Schädel und die Zähne von G. gigas sind allerdings wesentlich größer als bei G. ibeanus.

## Status
Die IUCN listet die Große Buschmaus in der Kategorie „stark gefährdet“ (endangered). Informationen zur Populationsgröße und zum Bestandstrend liegen nicht vor. Das Verbreitungsgebiet dieser Art umfasst weniger als 2000 km². Der Lebensraum ist durch den Holzeinschlag für Nutz- und Feuerholz sowie durch die Umwandlung in Agrarflächen gefährdet.